# 拉古泰勒
拉古泰勒（法語：La Goutelle，法語發音：[la ɡutɛl]）是法国多姆山省的一个市镇，属于里永区。

## 地理
拉古泰勒（45°50'29"N, 2°45'31"E）面积24.25 平方千米，位于法国奥弗涅-罗讷-阿尔卑斯大区多姆山省，该省份为法国中南部省份，北起阿列省接壤，东临卢瓦尔省，南至上盧瓦爾省和康塔爾省，西接科雷兹省和克勒兹省。
与拉古泰勒接壤的市镇（或旧市镇、城区）包括：布罗蒙拉莫特、锡斯泰讷拉福雷、米尔蒙、蒙费尔米、蓬托米尔、圣雅克当比尔。

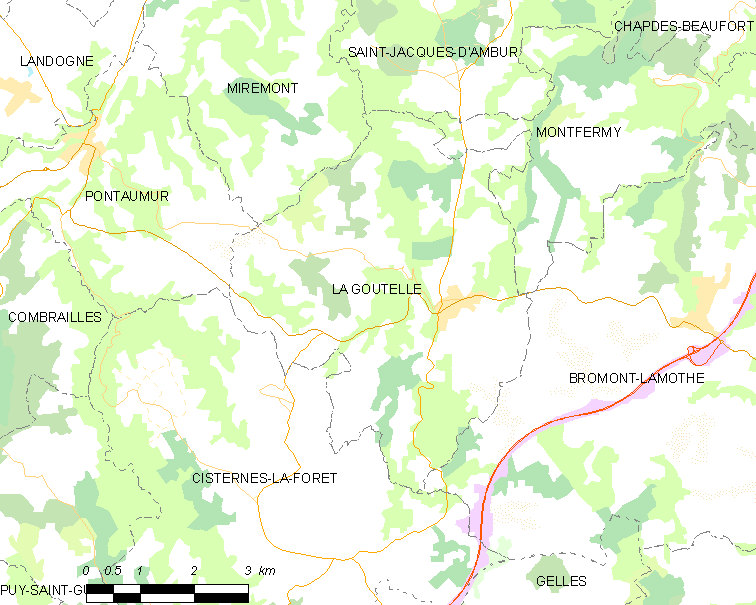
拉古泰勒的OSM定位图

拉古泰勒的时区为UTC+01:00、UTC+02:00（夏令时）。

## 行政
拉古泰勒的邮政编码为63230，INSEE市镇编码为63170。

## 政治
拉古泰勒所属的省级选区为圣乌尔斯县。

## 人口

1962-2008年间拉古泰勒人口变化图示

拉古泰勒于2022年1月1日时的人口数量为615人。